# Mars 1892

## Événements
- Protectorat britannique officiel sur Bahreïn (complète le traité de 1861).

- 10 mars au 10 avril : Joséphin Péladan organise le premier Salon de la Rose-Croix à Paris.

- 15 mars : José María Reina Barrios est élu président de la République du Guatemala. Il fera construire le chemin de fer qui reliera la capitale à Puerto Barrios, sur l’Atlantique.

- 18 mars : élection générale québécoise de 1892.

- 27 mai (Micronésie) : le gouvernement britannique crée ses protectorats sur les îles Gilbert et les îles Ellice.

- 30 mars, France : l’anarchiste Ravachol est arrêté au restaurant Véry. La veille de sa comparution devant les assises, ses amis feront sauter le restaurant.

## Naissances
- 1er mars : Ryūnosuke Akutagawa, écrivain japonais († 24 juillet 1927).
- 4 mars : J.-Eugène Bissonnette, homme politique fédérale provenant du Québec.
- 10 mars : Arthur Honegger, compositeur d'origine suisse († 27 novembre 1955).
- 15 mars : Charles Nungesser, aviateur français († 8 mai 1927).
- 25 mars : Andy Clyde, acteur écossais († 18 mai 1967).
- 29 mars : József Mindszenty, cardinal hongrois († 6 mai 1975).
- 30 mars :
  - Fortunato Depero, peintre italien († 29 novembre 1960).
  - Erwin Panofsky, historien de l'art et essayiste américano-allemand († 14 mars 1968).

## Décès
- 7 mars : Andrew Rainsford Wetmore, premier des premiers ministre du Nouveau-Brunswick.
- 21 mars : 
  - Annibale De Gasparis, astronome et mathématicien italien.
  - Anthon van Rappard, peintre néerlandais (° 14 mai 1858).
- 26 mars : Walt Whitman, poète et humaniste américain.
- 29 mars : Joseph de Riquet de Caraman, diplomate et homme politique belge (° 9 octobre 1836).